# Sodankylä geofysiska observatorium

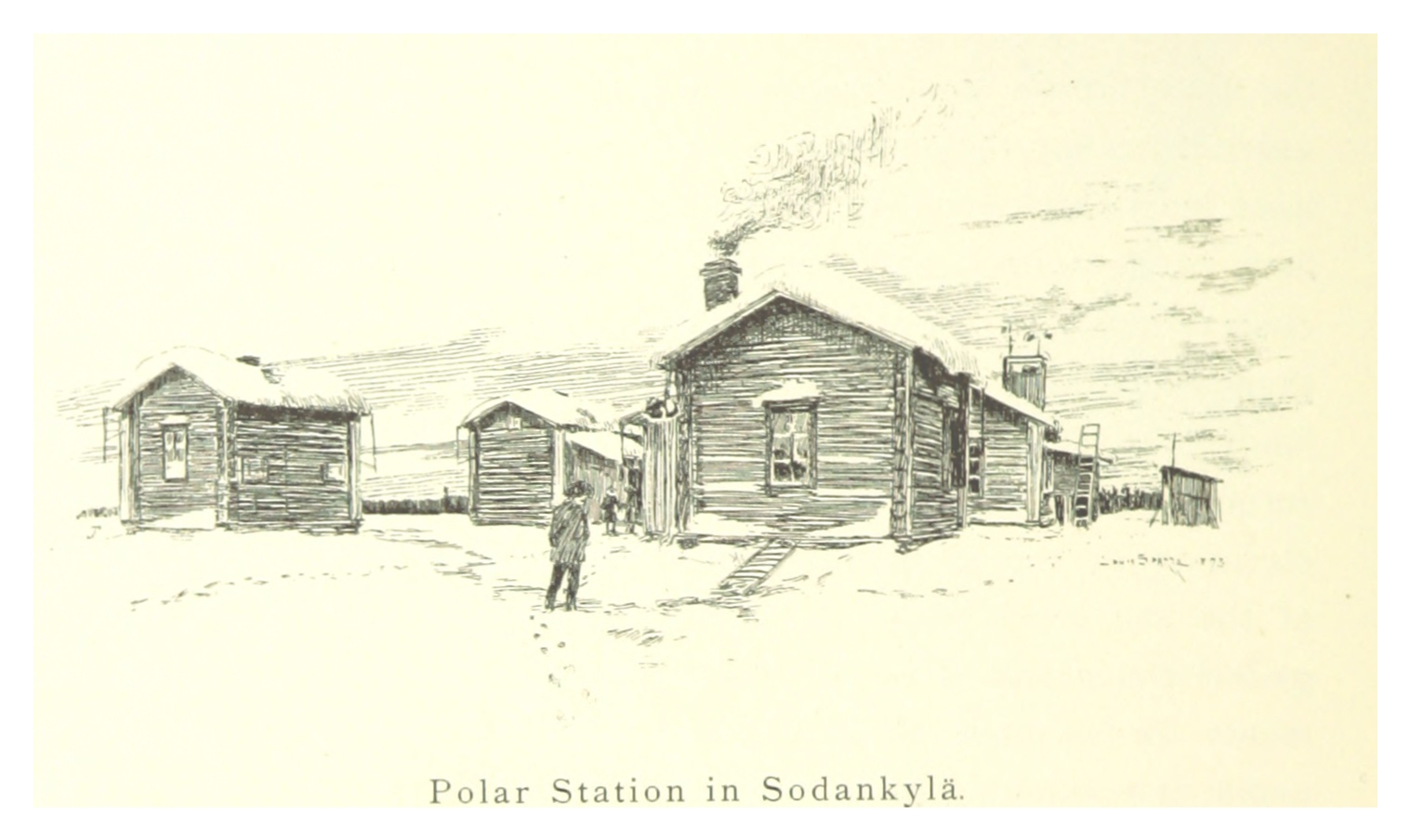
Polarstationen i Sodankylä 1882–1884

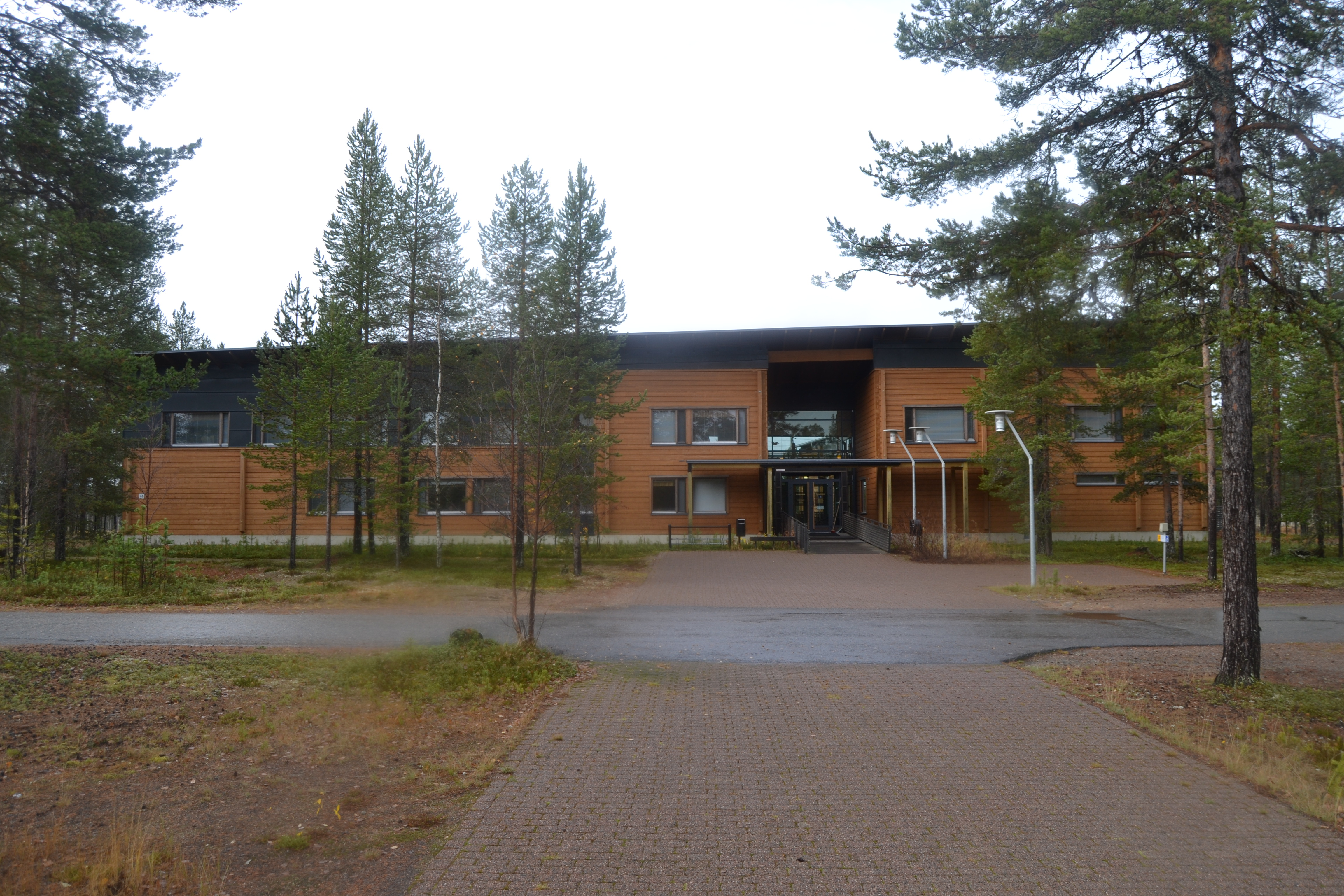
Sodankylä geofysiska observatoriums huvudbyggnad

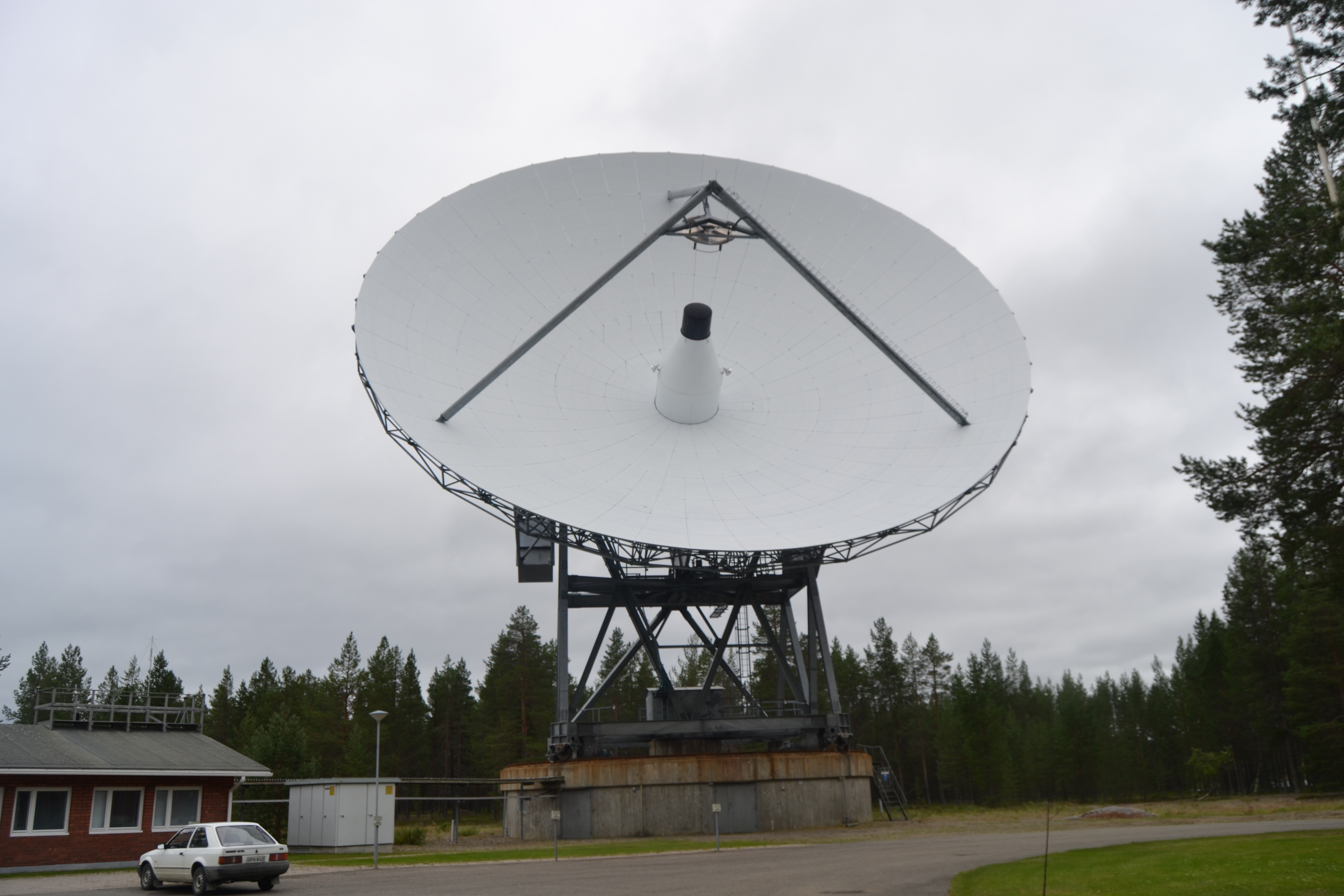
Eiscat radarantenn i Sodankylä

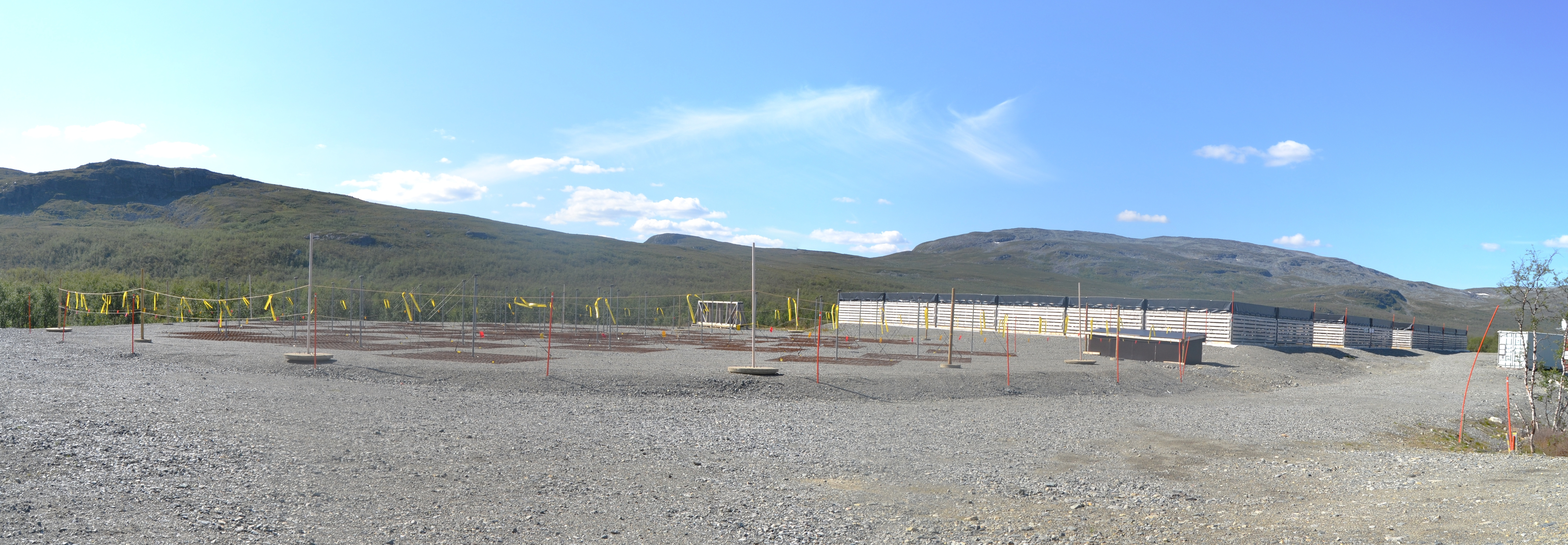
KAIRA

Sodankylä geofysiska observatorium (finska: Sodankylän geofysiikan observatorio) är ett finländskt observatorium i Sodankylä.
En föregångare var det observatorium i Sodankylä som var Finska Vetenskaps-Societetens bidrag under Första internationella polaråret, 1882–1883 och som drevs under två år 1883–1884 av Selim Lemström. Där gjordes observationer av jordens magnetfält, norrsken och väder.
Sodankylä geofysiska observatorium inrättades 1913 av Finska vetenskapsakademien som ett geomagnetiskt observatorium. Observatoriet förstördes i september 1944 av den retirerande tyska armén under Lapplandskriget. En återuppbyggnad påbörjades 1945.
Sodankyläobservatoriet var en självständig institution, formellt ett privat aktiebolag, till 1997, varefter det övertagits av Uleåborgs universitet. Vid observatoriet utförs geofysiska långtidsmätningar och forskning inom den övre atmosfärens och nära rymdens fysik.
Sodankylä geofysiska observatorium driver Kilpisjärvi Atmospheric Imaging Receiver Array (KAIRA) (69°4′15.48″N 20°45′45.96″Ö / 69.0709667°N 20.7627667°Ö) i Kilpisjärvi i Enontekis kommun.
Sodankylä är också sedan 1977 en av markstationerna för Eiscats radar. En ytterligare markstation för Eiscat 3D planeras vara i drift i Karesuvanto 2021.
[uppföljning saknas]